# Jill Pipher
Jill Catherine Pipher (* 14. Dezember 1955 in Harrisburg, Pennsylvania) ist eine US-amerikanische Mathematikerin.

## Leben
Pipher studierte an der University of California, Los Angeles, mit dem Bachelor-Abschluss 1979 und der Promotion 1985 bei John Garnett (Double index square functions and bounded mean oscillation on bi-discs). Sie lehrte bis 1990 an der University of Chicago und war danach Professorin an der Brown University, wo sie 2005 bis 2008 der Mathematik-Fakultät vorstand. Sie ist seit 2011 Gründungsdirektorin des Institute for Computational and Experimental Research in Mathematics (ICERM, Princeton).

## Wirken
Sie befasst sich mit harmonischer Analysis mit Anwendungen auf elliptische partielle Differentialgleichungen mit nicht-stetigen Koeffizienten sowie mit Kryptographie. 1996 gründete sie mit Jeffrey Hoffstein, Daniel Lieman und Joseph Silverman NTRU Cryptosystems, um ihre Algorithmen NTRUEncrypt und NTRUSign zu vermarkten. Das Public-Key-Kryptosystem NTRU (für N-th degree truncated polynomial ring) basiert auf der Arithmetik in Polynomringen. Er wurde von Hoffstein, Silverman und Pipher auf der Crypto 96 vorgestellt.

## Auszeichnungen
Jill Pipher ist seit 2011 Präsidentin der Association for Women in Mathematics. 1989 wurde sie Forschungsstipendiatin der Alfred P. Sloan Foundation (Sloan Research Fellow). Sie ist Fellow der American Mathematical Society. 2014 war sie Eingeladene Sprecherin auf dem ICM in Seoul (Carleson measures and elliptic boundary value problems). 2015 wurde sie in die American Academy of Arts and Sciences gewählt. Für 2018 wurde sie als Noether Lecturer ausgewählt.

## Schriften
- mit Jeffrey Hoffstein, Joseph H. Silverman: An Introduction to Mathematical Cryptography (= Undergraduate Texts in Mathematics.). Springer, New York NY u. a. 2008, ISBN 978-0-387-77993-5.

## Homepage
- Homepage
- Jill Catherine Pipher in der Datenbank zbMATH